# George Michael
George Michael (tên thật: Georgios Kyriacos Panayiotou; 25 tháng 6 năm 1963 – 25 tháng 12 năm 2016) là một nam ca sĩ kiêm sáng tác nhạc và nhà sản xuất thu âm người Anh. Ông được công nhận là một trong những biểu tượng văn hoá quan trọng nhất và là một trong những nghệ sĩ âm nhạc có lượng tiêu thụ đĩa nhiều nhất mọi thời đại. Michael được biết đến bởi sự liên tục đổi mới và linh hoạt trong các lĩnh vực như sáng tác, sản xuất âm nhạc, trình diễn giọng hát và trình diễn hình ảnh. Các sản phẩm của ông nói về các chủ đề xã hội, tình dục, chủng tộc, và chính trị nhận được cả sự hoan nghênh lẫn tranh cãi của giới phê bình. Michael sở hữu 13 đĩa đơn quán quân tại Anh và 10 đĩa đơn quán quân tại Billboard Hot 100 Hoa Kỳ, bao gồm "Careless Whisper" và "Faith". Ông cũng giành nhiều giải thưởng âm nhạc trong sự nghiệp 30 năm của mình, trong đó có 3 giải Brit (2 lần thắng hạng mục "Nam nghệ sĩ Anh Quốc xuất sắc nhất"), 4 giải Video âm nhạc của MTV, 4 giải Ivor Novello, 3 giải thưởng Âm nhạc Mỹ và 2 giải Grammy.
Michael bắt đầu nổi tiếng từ khi còn là thành viên của ban nhạc Wham!, bên cạnh Andrew Ridgeley, với phong cách âm nhạc post-disco dance-pop trong những năm 1980 – 1990 và các bài hát ăn khách như "Last Christmas" và "Wake Me Up Before You Go-Go". Danh tiếng của ông còn vươn xa hơn với vị thế của một nghệ sĩ solo, nhờ những nhạc phẩm như “Careless Whisper”, “Faith” và “One More Try” trong những năm cuối thập niên 80 và thập niên 90. Album đơn ca đầu tay của ông, Faith (1987) đã tiêu thụ hơn 28 triệu bản và thắng giải Grammy cho hạng mục "Album của năm".
Vào năm 1998, ông lần đầu tiên công khai mình là người đồng tính trước công chúng. Năm 2004, Viện hàn lâm Truyền thanh vinh danh Michael là nghệ sĩ được phát nhiều nhất sóng phát thanh Anh Quốc trong thời kỳ 1984–2004. Phim tài liệu A Different Story (2005) kể về sự nghiệp và đời tư của ông. Năm 2006, Michael thông báo về chuyến lưu diễn đầu tiên trong 15 năm, 25 Live kéo dài 3 năm (2006, 2007 và 2008), thu về 48.5 triệu bảng Anh (97 triệu đô-la Mỹ). Theo Sunday Times Rich List 2015, tài sản của Michael là 143 triệu dollar Mỹ. Năm 2016, ông thông báo một bộ phim tài liệu kể về cuộc đời của mình mang tên Freedom, dự kiến phát hành vào tháng 3 năm 2017. Ngày 25 tháng 12 năm 2016, Michael qua đời tại Oxfordshire ở tuổi 53.

## Thời thơ ấu
George Michael sinh tại East Finchley, Luân Đôn. Cha của ông, chủ nhà hàng người Hy Lạp–Síp Kyriacos Panayiotou, chuyển tới Anh vào thập niên 1950 và đổi tên thành Jack Panos. Mẹ của Michael, Lesley Angold (nhũ danh Harrison; 1937 –1997) là một vũ công người Anh; bà ngoại của ông là người Do Thái. Michael trải qua phần lớn tuổi thơ ở Kingsbury, Luân Đôn, trong ngôi nhà của cha mẹ mua lại không lâu sau khi ông ra đời; ông theo học trường Trung học Kingsbury.
Khi bắt đầu độ tuổi thiếu niên, gia đình ông dời đến Radlett, Hertfordshire. Tại đó, Michael đăng ký tại Trường Bushey Meads trong khu phố Bushey, nơi ông kết bạn với đồng nghiệp sau này trong ban nhạc Wham! Andrew Ridgeley. Cả hai đều có tham vọng về sự nghiệp âm nhạc. Michael hát rong tại London Underground, trình diễn những ca khúc như "'39" của nhóm Queen. Ông trở thành một DJ tại các hộp đêm và trường học ở vùng Bushey, Stanmore và Watford. Sau đó, nhóm nhạc Executive được thành lập cùng với Michael, Ridgeley và các anh em trai của Ridgeley, trong đó có David Austin.

## Qua đời
Vào ngày Giáng Sinh năm 2016, Michael qua đời ở tuổi 53 trên giường tại tư gia ở Goring-on-Thames, Oxfordshire. Người phát hiện ông chết là bạn tình của ông, Fadi Fawaz.

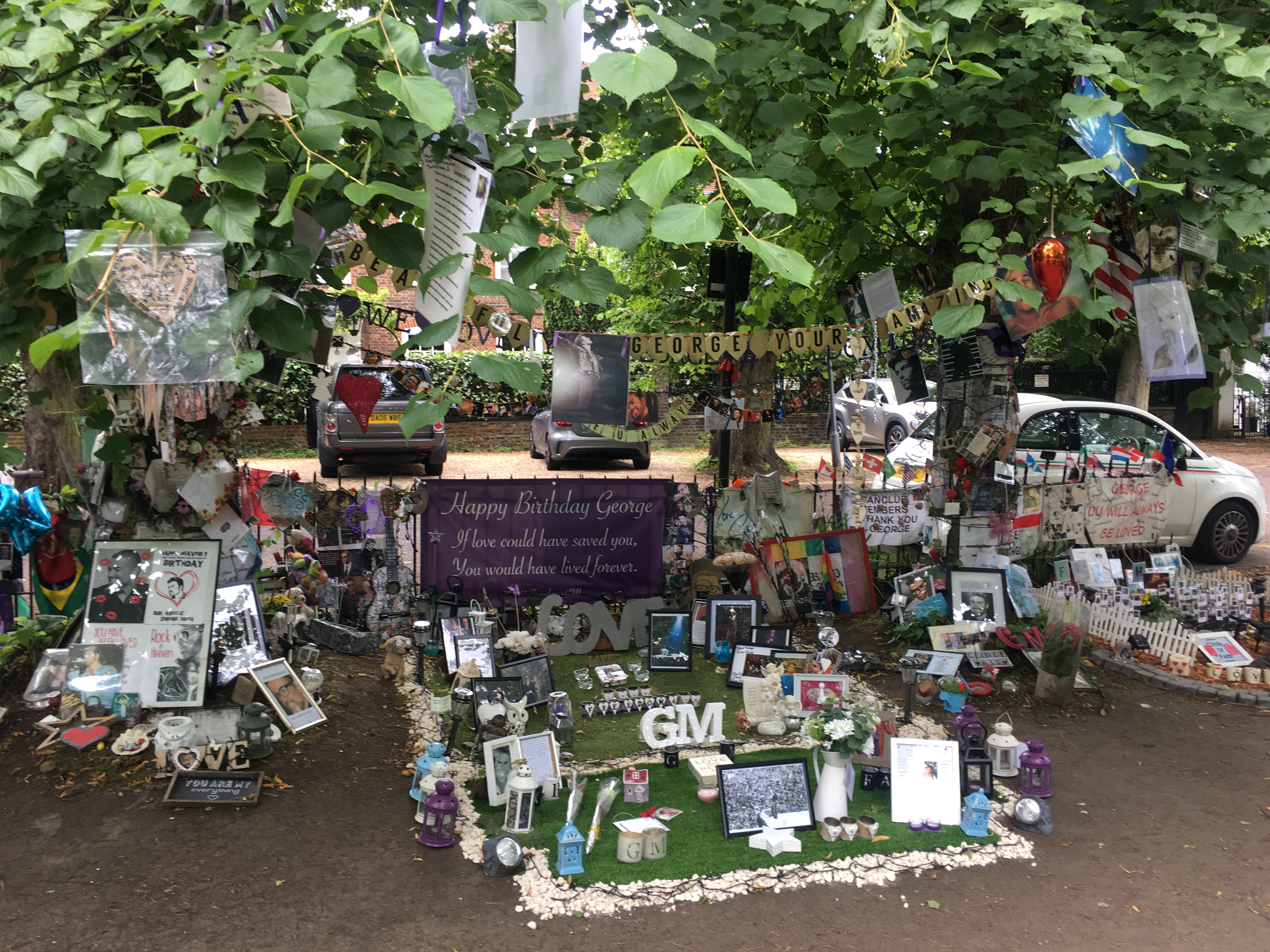
Khu vườn tưởng niệm không chính thức bên ngoài nhà của Michael ở Highgate, ngày 29 tháng 7 năm 2017

Vào tháng 3 năm 2017, một nhân viên điều tra cấp cao ở Oxfordshire cho rằng cái chết của Michael là do bệnh cơ tim giãn với viêm cơ tim và gan nhiễm mỡ.
Do sự chậm trễ trong việc xác định nguyên nhân cái chết, tang lễ của Michael đã được tổ chức vào ngày 29 tháng 3 năm 2017. Trong một buổi lễ riêng tư, ông được chôn cất tại Nghĩa trang Highgate ở phía bắc London, gần mộ của mẹ ông. Mùa hè năm đó, một khu vườn tưởng niệm chính thức đã được tạo ra bên ngoài ngôi nhà cũ của ông ở Highgate. Địa điểm này, trong một quảng trường riêng mà Michael đã sở hữu, được người hâm mộ chăm sóc.

## Danh sách đĩa nhạc
- Faith (1987)
- Listen Without Prejudice Vol. 1 (1990)
- Older (1996)
- Songs from the Last Century (1999)
- Patience (2004)
- Symphonica (2014)

## Lưu diễn
- Faith World Tour (1988–89)
- Cover to Cover (1991)
- 25 Live (2006–08)
- George Michael Live in Australia (2010)
- Symphonica Tour (2011–12)